# Stefani Morgan

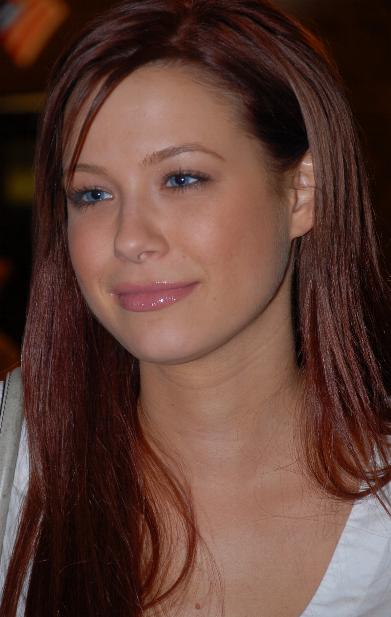
Stefani Morgan bei Pornstar Karaoke, 2007

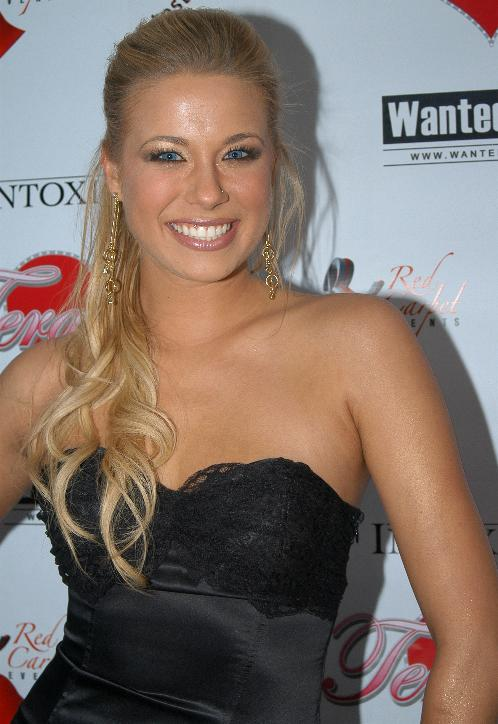
Stefani Morgan, 2006

Stefani Morgan (* 31. Oktober 1985 als Stephanie Guilford in Riverside County, Kalifornien) ist eine ehemalige US-amerikanische Pornodarstellerin.

## Karriere
Nach ihrem High-School-Abschluss mit 16 begann sie im Alter von 17 Jahren als Model zu arbeiten. Während dieser Zeit traf sie Joe Francis, den Schöpfer der „Girls Gone Wild“-Videos in einem Nachtclub, der sie wiederum Steven Hirsch, dem Chef von Vivid Entertainment Group vorstellte. Hirsch nahm sie bei Vivid unter Vertrag und bald danach arbeitete Morgan als Moderatorin für Francis in den Girls Gone Wild-Videos. Morgan besuchte für einige Zeit das College, bis sie dies aufgab.
Morgan drehte 2005 ihr erstes Video für Vivid, den Film Sunny mit Sunny Leone, wo sie eine Szene mit Manuel Ferrara hatte. Bis Mai 2006 hatte sie sechs Features und fünf weitere Filme gedreht. Im Jahr 2007 wurde sie bei den AVN Awards in der Kategorie „Best New Starlet“ nominiert, der Preis ging jedoch an Naomi Russell. Sie wurde einer breiten Öffentlichkeit bekannt durch die Berichterstattung in Klatsch-Kolumnen über ihre behaupteten Beziehungen mit Jesse Metcalfe, Wilmer Valderrama und Mötley Crüe Schlagzeuger Tommy Lee.
Morgan spielte in dem preisgekrönten Remake von Debbie Does Dallas mit dem Titel Debbie Does Dallas ... Again aus dem Jahr 2007. Sie ist auch in dem Film Cry Wolf aus dem Jahr 2006 zu sehen.
Sie verließ 2008 die Pornobranche. Im Mai 2008 wurde bekannt, dass Morgan eine wöchentliche Kolumne für die Entertainment-Website insideSTL.com schreiben würde. Sie lebt derzeit in Manhattan.

## Auszeichnungen
- 2008: AVN Award für Best All-Girl Sex Scene in Debbie Does Dallas ... Again (zusammen mit Faith Leon und Monique Alexander)
- 2008: AVN Award für Best Group Sex Scene in Debbie Does Dallas ... Again (zusammen mit Savanna Samson, Monique Alexander, Evan Stone, Christian & Jay Huntington)